# Сумчаста миша довгохвоста
Сумчаста миша довгохвоста (Sminthopsis longicaudata) — вид родини сумчастих хижаків. Мешкає на скелястих ділянках, вкритих рідкісною рослинністю, чагарниками і рідколіссям у центральній частині Західній Австралії та центрі південної частини Північної Території. Етимологія: лат. longus —«довгий», лат. caudata —«-хвостий».

## Морфологія та поведінка
Вага: 15–21 г. Довжина хвоста близько 200 мм, тобто подвоєна довжина голови й тіла. Хвіст закінчується пучком довгого волосся. Верхня частина тіла сіра, а нижня від блідо-кремового до білого. Лапи та ступні білі, і на ступнях борозончасті подушечки. Цей нічний вид харчується різними безхребетними, зокрема, жуками, мурашками, тарганами і павуками. Самиці в неволі народжують до п'яти дитинчат.

## Загрози та охорона
Здається, немає серйозних загроз для цього виду. В межах ареалу, в центральній Австралії поширюється екзотична рослина Cenchrus ciliaris, що збільшує частоту і інтенсивність пожеж. Це також може бути проблемою в деяких областях в Західній Австралії. Зареєстрований у кількох природоохоронних областях.